# À partir de maintenant
Albums de Johnny Hallyday
Hollywood
(1979) En pièces détachées
(1981)
Singles
1. Qu'est-ce qu'elle fait / À partir de Maintenant
Sortie : 11 juin 1980
2. Un diable entouré d'anges
Sortie : 12 septembre 1980

À partir de Maintenant est le 26e album studio de Johnny Hallyday. Il sort le 25 juin 1980.

## Histoire
Nota, source pour l'ensemble de la section (sauf indication spéciale) :
Enregistré à Paris au Studio du Palais des Congrès et au Studio de la Grande Armée, ainsi qu'à Boulogne-Billancourt au Studio 92, l'album réalisé par Eddie Vartan reçoit un accueil honorable de la part du public et est rapidement certifié disque d'or. Pour autant, il ne se distingue pas particulièrement dans l'abondante discographie de l'artiste, il lui est souvent reproché un manque d'énergie, d'enthousiasme, ou plus généralement d'originalité, voire d'inspiration. La raison première en est l'absence de titres « forts ». Des dix chansons qui composent l'album, aucune n'accède au rang de tube, et ce, même si la chanson À partir de maintenant tourne sur les ondes durant tout l'été, précédant Un diable entouré d'anges qui assure la relève durant l'automne.
L'opus contient essentiellement des ballades : Le Chanteur sans amour est dans la lignée de Né pour vivre sans amour, (album Derrière l'amour), et précède Le Chanteur abandonné, (album Rock'N'Roll Attitude). La Seule Fille que j'aime avec son long finale à la guitare électrique est rondement mené ; quant à La Fille de l'hiver, pour quelques instants, à l'instar de sa semblable Il neige sur Nashville de l'été 1977, elle nous fait basculer de saison, alors que À double tour et Perdu dans le nombre assurent le service côté rock. 
C'est en fait par la reprise de  La Poupée qui fait non de Michel Polnareff, et la création de Je ne suis pas un héros, écrite pour Johnny par Daniel Balavoine que s'impose avec le temps le disque.

Quelques jours avant la sortie de l'album, le 22 juin 1980, Johnny Hallyday commence sa tournée d'été par un concert à la Fête de la Liberté devant plus de 200 000 spectateurs. Ce soir là, il évoque l'exil de Michel Polnareff  (qu'il ne nomme pas, se contentant de chanter un court extrait de La Poupée qui fait non repris en chœurs par le public), souhaitant qu'il puisse bientôt revenir en France.

Je ne suis pas un héros passe totalement inaperçue, jusqu'à ce que Daniel Balavoine, sûr de son potentiel "tubesque", la reprenne à son compte et l'enregistre sur son album Un autre monde. Diffusée en simple, la chanson devient l'un de ses plus gros succès. Il la dédie par ailleurs à un certain Jean-Philippe Smet.
Aucun titre de l'album ne fut repris sur scène, excepté Je ne suis pas un héros, que Johnny Hallyday inscrit à son tour de chant en 1990-1991 (voir Dans la chaleur de Bercy).

## Autour de l'album
Nota, référence pour l'ensemble de la section :
- Référence originale : 6313074

- Il a été extrait de l'album les 45 tours suivants :

À partir de maintenant - Qu'est-ce qu'elle fait - sortie le 12 juin 1980 - Référence originale : Philips 6010216
Un diable entouré d'anges - La fille de l'hiver - sortie septembre 1980 - Référence originale : Philips 6010253

## Titres
| 1.  | À partir de maintenant (A)                              | Michel Mallory              | Michel Mallory                    | 3:23 |
| 2.  | À double tour (B) (Drift away)                          | Georges Terme (adaptation)  | Mentor Williams                   | 3:57 |
| 3.  | Le chanteur sans amour (A)                              | Michel Mallory              | Johnny Hallyday                   | 3:24 |
| 4.  | Je ne suis pas un héros (A)                             | Daniel Balavoine            | Daniel Balavoine                  | 4:12 |
| 5.  | La seule fille que j'aime (A) (You are the girl i love) | Michel Mallory (adaptation) | Steve Goodman                     | 4:19 |
| 6.  | Un diable entouré d'anges (C) (Una serata come tante)   | Georges Terme (adaptation)  | Cristiano Minellono, Toto Cutugno | 3:43 |
| 7.  | Qu'est-ce qu'elle fait ? (A)                            | Michel Mallory              | Franck Langolff                   | 3:00 |
| 8.  | La Poupée qui fait non (A)                              | Frank Gérald                | Michel Polnareff                  | 3:07 |
| 9.  | Perdu dans le nombre (A) (Feel like a number)           | Long Chris (adaptation)     | Bob Seger                         | 3:17 |
| 10. | La fille de l'hiver (A)                                 | Michel Mallory              | Johnny Hallyday                   | 3:56 |

## Musiciens
Ingénieur du son : Roland Guillotel
Arrangements :
- A : Hervé Roy
- B : Jacques Denjean
- C : Roger Loubet

## Classements hebdomadaires
| Classement (2000) | Meilleure position |
| ----------------- | ------------------ |
| France (SNEP)     | 51                 |